# Hans Kruzwicki

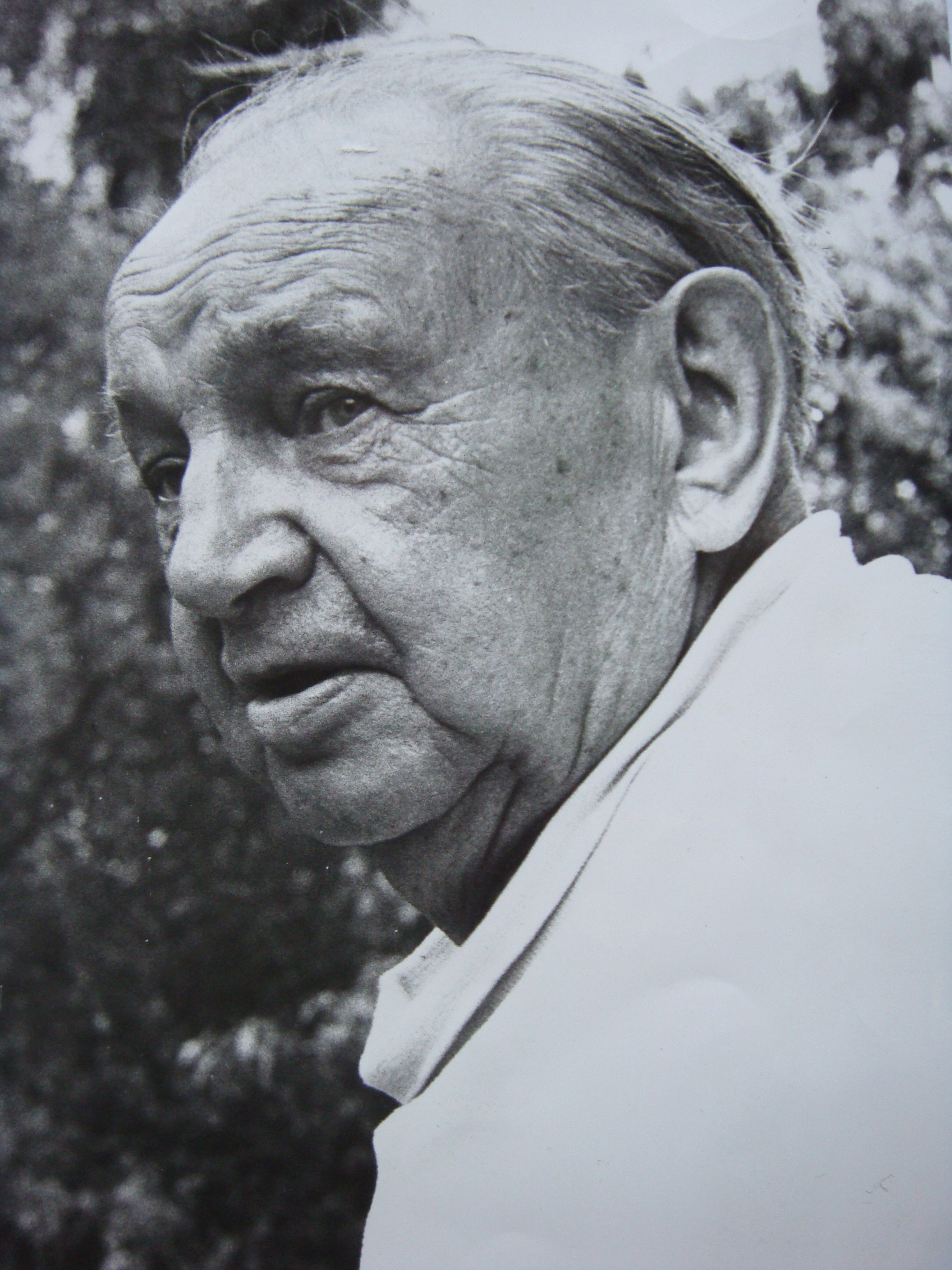
Hans Kruzwicki en 1967

Johannes ("Hans") Kruzwicki (nacido el 2 de septiembre de 1885 en Krefeld; † el 17 de octubre de 1971 en Düsseldorf) fue un pintor alemán. Fue uno de los pintores vanguardistas que formó parte del expresionismo renano. En el período de posguerra, especialmente a partir de la década de 1960, sus obras tendieron cada vez más hacia la abstracción, y hacia el final de su período creativo se pueden encontrar en su obra motivos religiosos expresivos-abstractos.

## Vida

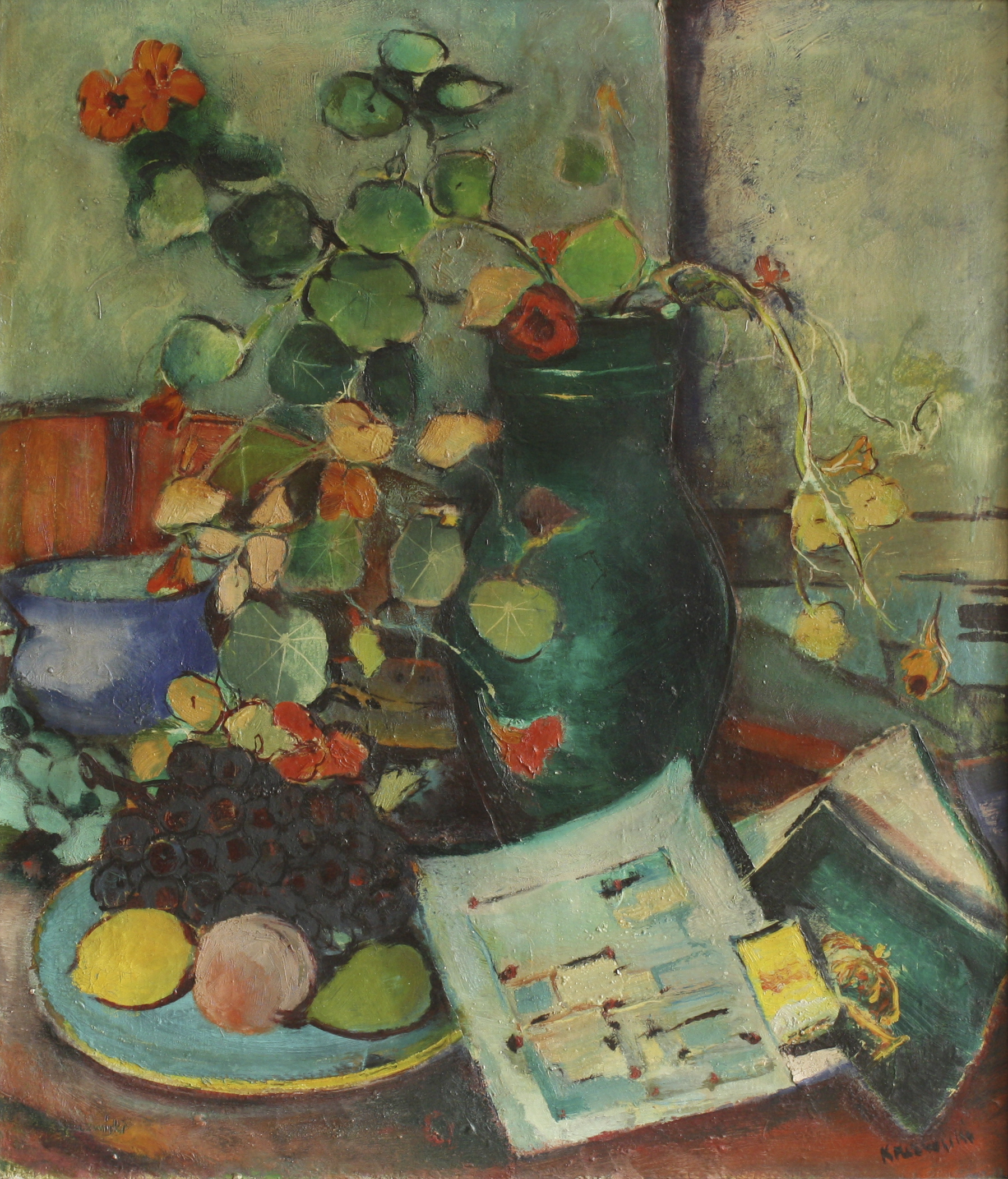
Bodegón con capuchinas,
Óleo sobre lienzo, probablemente años 1920/30

Hans Kruzwicki asistió al liceo de Krefeld y allí aprobó su Abitur en 1902. De 1902 a 1905 estudió en una escuela normal católica en Exin (distrito de Schubin). Luego estudió arte en la Escuela de Artes Aplicadas de Krefeld (hoy Universidad de Niederrhein) y en la Academia de Arte de Düsseldorf. El artista Jan (Johan) Thorn Prikker, que enseñó en Krefeld y entre cuyos alumnos también se encontraba Heinrich Campendonk, tuvo una gran influencia en su obra. Kruzwicki tuvo una estrecha amistad con ambos artistas, y con Jan Thorn Prikker una amistad que duró hasta el final de su vida. Además de Campendonk, entre otros compañeros de clase de Kruzwicki se encontraban Helmuth Macke, Heinrich Nauen y Wilhelm (“Will”) Wieger. Durante sus estudios de 1905 a 1909, Kruzwicki también pasó una temporada en Amberes y Ámsterdam. Después de completar sus estudios, ocupó su primer puesto en octubre de 1909 como profesor de educación artística en el internado de la Academia Renana en Bedburg, de donde surgió el actual Silverberg Gymnasium. De 1910 a 1918 fue profesor de dibujo en la escuela secundaria de Warburg y luego ocupó el mismo puesto en la escuela humanística de Boppard hasta 1921. Mostró sus primeras obras en la exposición de artistas de Coblenza desde diciembre de 1919 hasta enero de 1920 en la sala de los antiguos grandes almacenes de Florinsmarkt. A finales de 1921, tras la muerte de su padre, Kruzwicki dejó su puesto de profesor de arte en la escuela secundaria de Boppard y desde entonces trabajó como artista independiente.

### Primeros años en Boppard como artista independiente

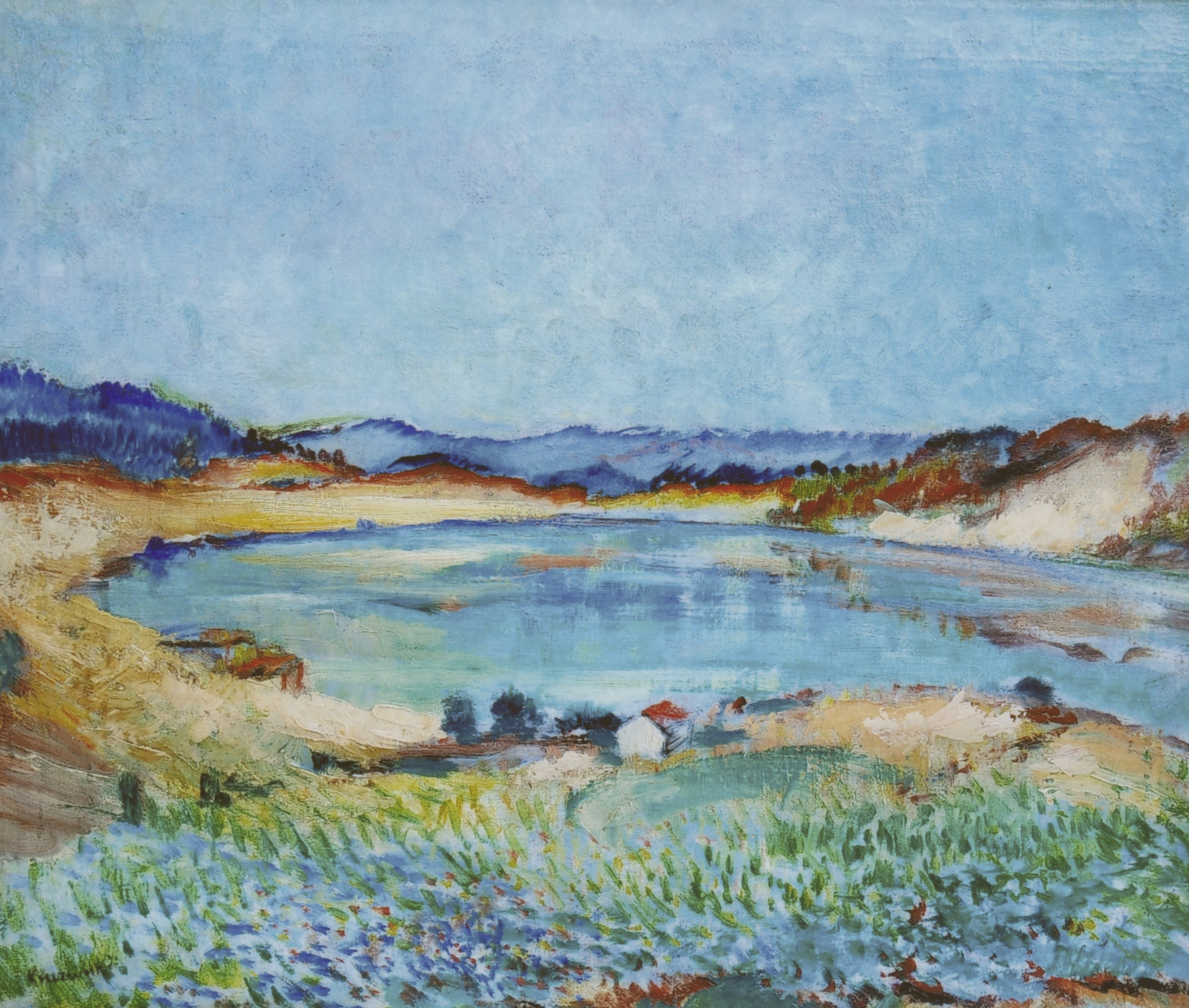
Lago Waging,
Óleo sobre lienzo

En sus comienzos el artista, que vivió en Boppard hasta 1924, creó una serie de bodegones y paisajes de colores vivos. Viajó repetidamente a Coblenza, Düsseldorf y Krefeld, así como a muchos otros lugares donde trabajaba. Además de los bodegones florales, los motivos incluyeron principalmente pinturas de las regiones del Rin, Hunsrück y el Mosela, incluidos motivos de zonas boscosas idílicas y de ciudades cercanas con edificios históricos. En 1921, Kruzwicki fundó la Asociación de Artistas Westmark, con sede en Coblenza, con, entre otros, Hans Adamy, Ludwig Cauer, Heinrich Gesemann, Robert Gerstenkorn, Heinrich Hamm, Heinrich Hartung, Fritz Quant, Friedrich Karl Ströher, August Trümper y Louis Ziercke. En 1922, Kruzwicki fue miembro fundador de la asociación de artistas Das Boot, que también operaba en Coblenza. Otros colegas de esta asociación fueron Herm Dienz, Hans Dornbach, Emil van Hauth, Robert Gerstenkorn y Heinrich Hartung. En las exposiciones organizadas por estos círculos de artistas y el círculo Mo-Ho-Hu (círculo de artistas de Mosel-Hochwald-Hunsrück), Kruzwicki pudo dar a conocer su variada obra a un público más amplio interesado en el arte. Sus obras destacaron en aquella época por el trazo sensible y delicado del dibujo. Tenía una amistad especial con el pintor de Coblenza Hanns Sprung, quien también era miembro de las asociaciones de artistas Westmark y Das Boot. 

### Billetes de emergencia

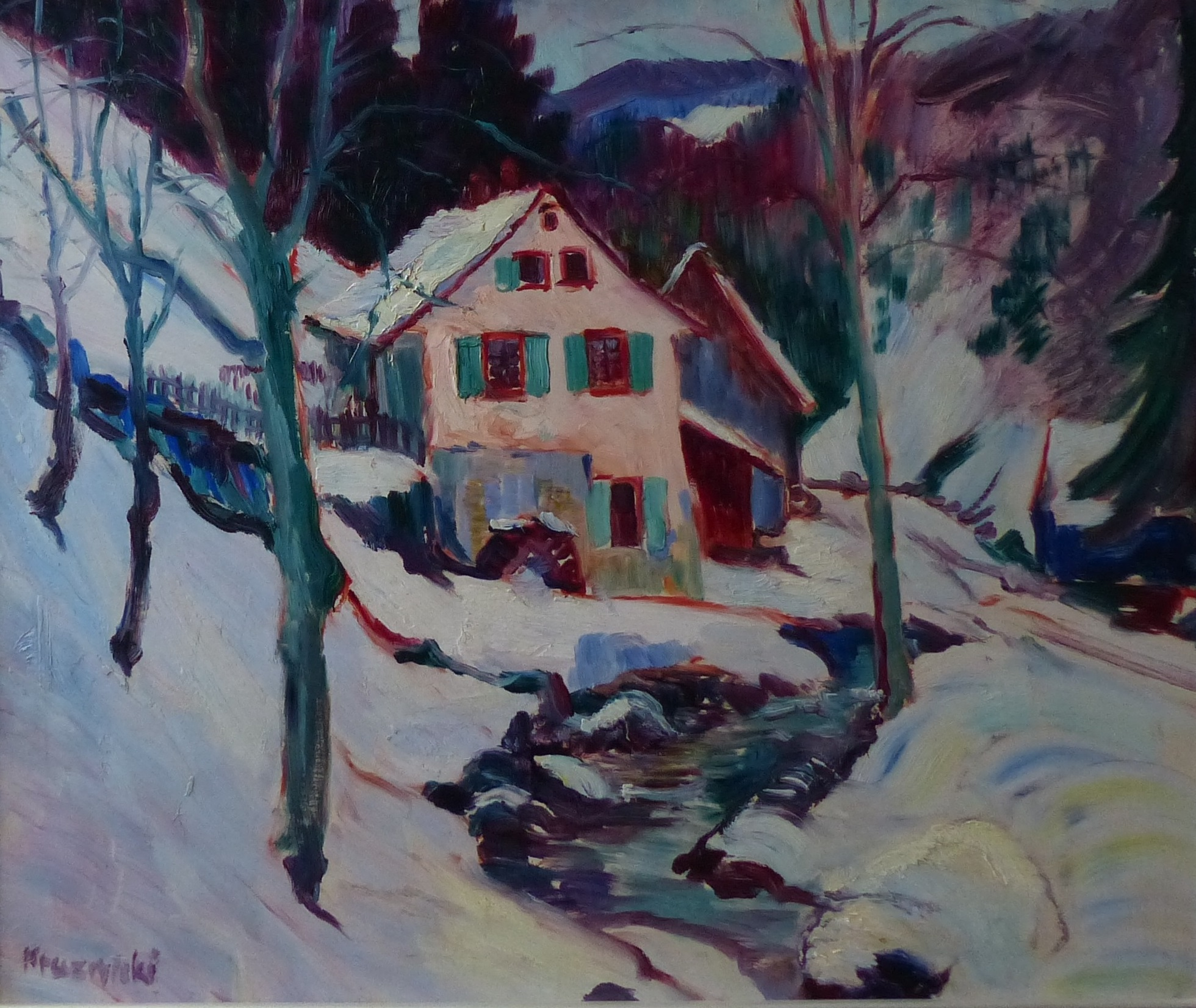
Molino en el valle de la cuchara,
Óleo sobre madera, 1925

En algunos billetes de emergencia renanos de 1920 a 1923 se reproducen pinturas que hizo y firmó Kruzwicki. Se trata de billetes de 10 y 25 pfennig procedentes de la ciudad de Boppard del 31 de diciembre de 1920, con una tirada de 100.000 ejemplares cada uno.  En los billetes de 10 pfennig se puede ver un dibujo de la puerta de Eberbach y en los billetes de 25 pfennig se puede ver el castillo del elector de Tréveris con el Rin.  En julio de 1921, la Virgen de la Misericordia de Kruzwicki apareció en el reverso de los billetes de emergencia de 50 pfennig de Kamp-Bornhofen. Se utilizaron más pinturas de Kruzwicki en la segunda serie de billetes de emergencia de Boppard en 1921, así como en Bad Salzig y Krefeld.

### Periodo de Düsseldorf en los dorados años veinte
En 1924, Kruzwicki se tasladó de Boppard a Düsseldorf y allí se unió con otros artistas. Con ellos expuso una obra en la Gran Exposición de Arte de Düsseldorf, que se presentó en el Palacio de Ferias de Colonia en el verano de 1924. En los años siguientes, que coincidieron con los dorados años veinte, Kruzwicki participó repetidamente en conocidas exposiciones como miembro de la asociación de arte Malkasten de Düsseldorf.

### Supervivencia en el periodo del nacionalsocialismo
En 1931, Kruzwicki se trasladó con su familia a Krefeld. En 1936 realizó un viaje al Mosela con su amigo Hanns Sprung, que durante la época nazi fue director del Museo de Coblenza en el castillo.  El cuadro Beilstein fue su pintura más destacada de esa época. En 1941 se separó de su esposa y sobrevivió el resto del periodo del nacionalsocialismo, cada vez más eclipsado por los efectos de la Segunda Guerra Mundial, como bohemio en Düsseldorf y Wehlen en el Mosela, cerca de Bernkastel-Kues. Las oportunidades de desarrollo de Kruzwicki fueron limitadas durante la era nazi porque los estilos que practicó en la década de 1920 caían bajo el término colectivo "arte degenerado" y, por lo tanto, no estaban en línea con la concepción del arte de los nacionalsocialistas. Sin embargo, logró estar representado con obras seleccionadas en algunas exposiciones de arte durante la era nazi.

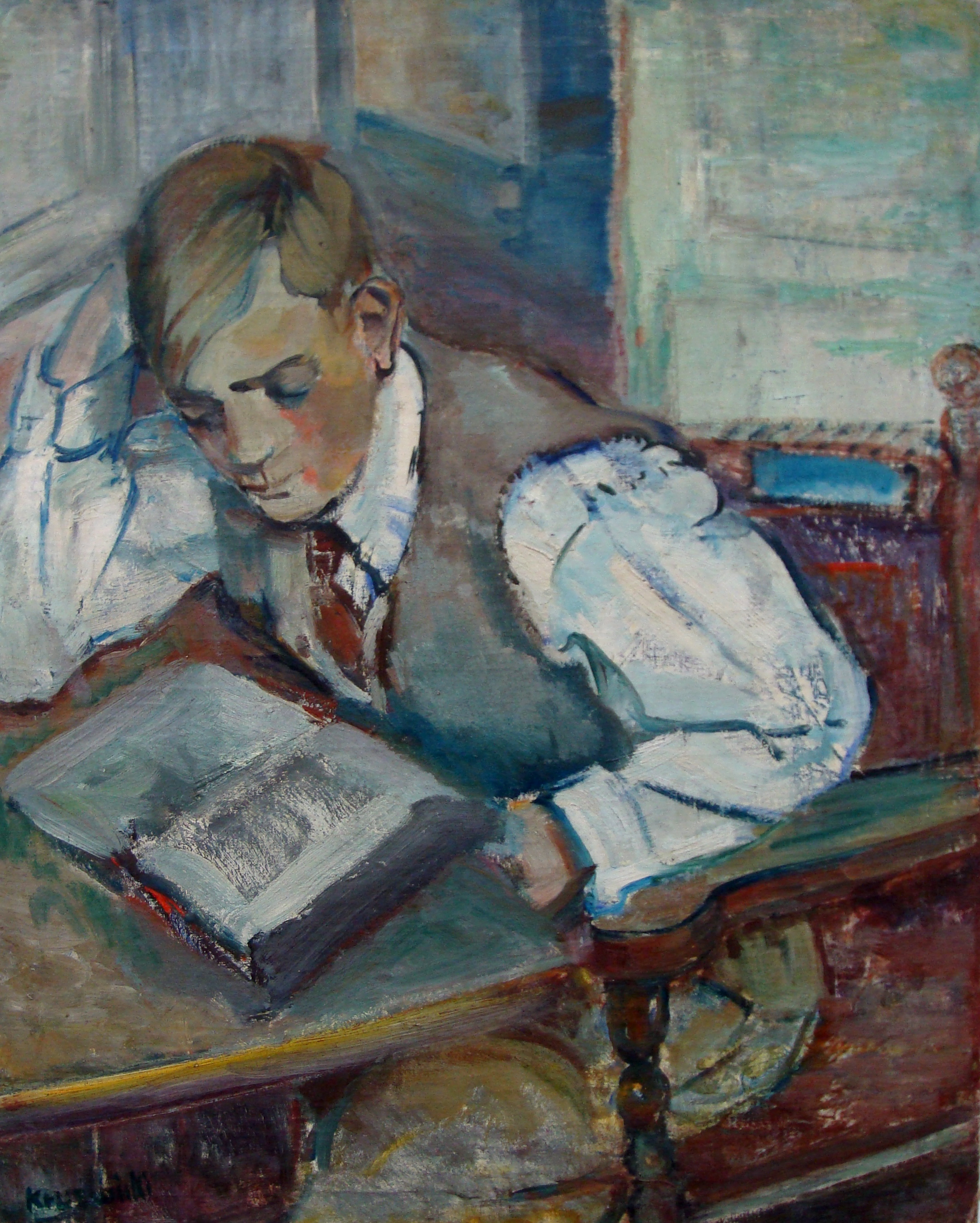
Karl-Heinz Kruzwicki,
Hijo del artista, óleo sobre lienzo, 1929/30, Museo del Medio Rin, Coblenza

Después del final de la guerra, Kruzwicki entró en contacto con el alto consejero de gobierno de Düsseldorf y más tarde ministro de Relaciones Exteriores, Gerhard Schröder, quien estaba muy interesado en su arte y con el que compartió una amistad duradera. Durante los años de penurias de la posguerra y los años de la recuperación económica, Schröder adquirió varios cuadros de Kruzwicki y lo invitó repetidamente a su casa de vacaciones en Atterdag en Sylt o lo llevó a numerosos viajes a Italia, por ejemplo a la isla de Capri, los Lagos del norte de Italia o al Ticino. Desde 1948, Kruzwicki vivió en su casa estudio de la Franz-Jürgens-Straße en Düsseldorf, donde creó pinturas cada vez más abstractas hasta el final de su vida. Incorporó los motivos religiosos y también participó en la creación de escenografías, por ejemplo para el baile de máscaras del carnaval de la asociación de artistas Malkasten de Düsseldorf en el palacio de arte Ehrenhof de Düsseldorf. Cuando murió en octubre de 1971, su amigo, el escritor y poeta Johannes Büchner, escribió un obituario en forma de poema sensible.  El exministro federal de Asuntos Exteriores estuvo entre los asistentes en el funeral en Düsseldorf. El funeral tuvo lugar ante la tumba familiar del cementerio de Krefeld.

## Exposiciones

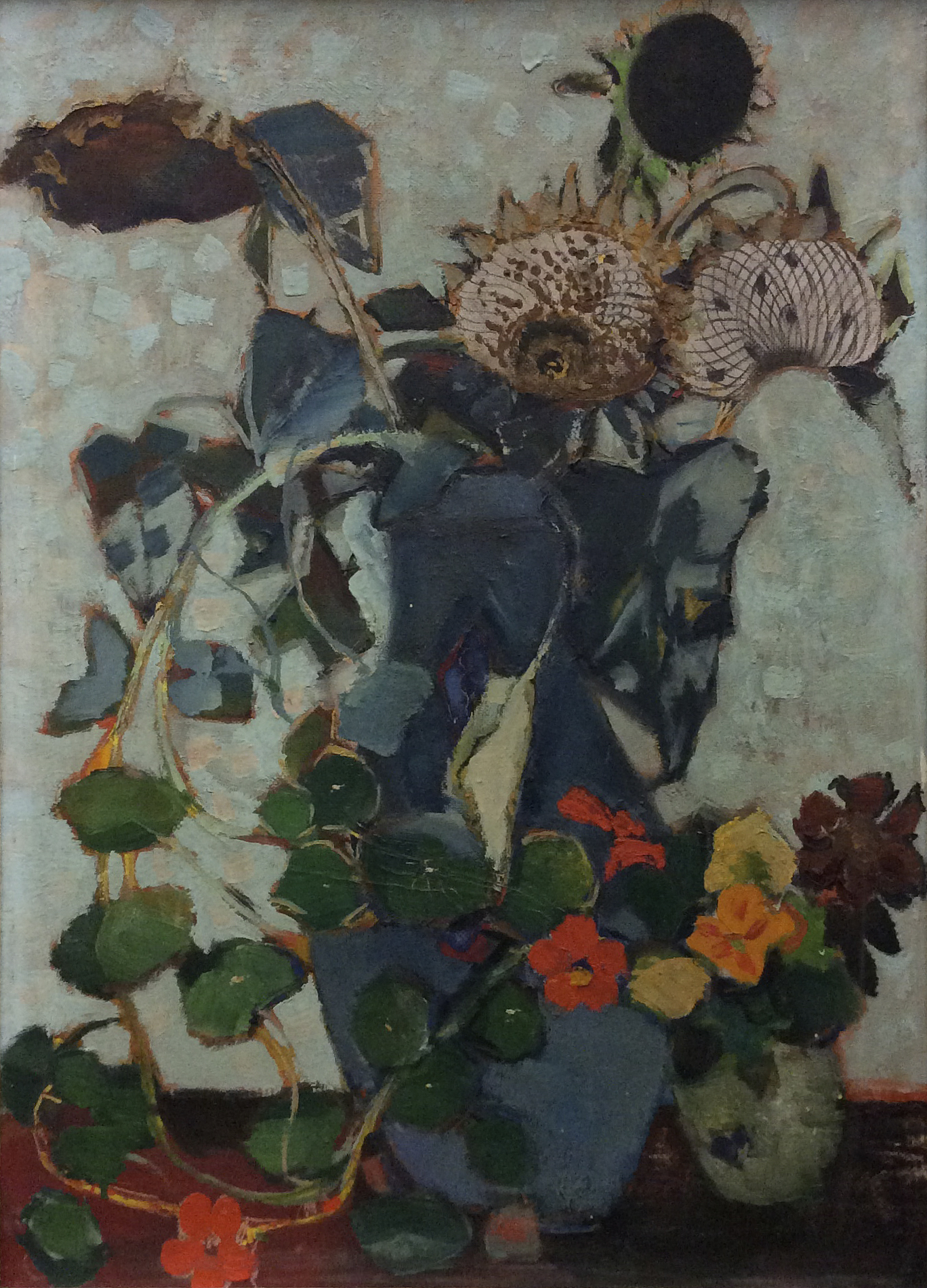
Naturaleza muerta I, Girasoles y capuchinas, óleo sobre lienzo, Museum Kunstpalast Düsseldorf

Hans Kruzwicki participó en las siguientes exposiciones, aunque la siguiente lista no pretende ser completa:
- Diciembre de 1919: Exposición de arte de Coblenza en el vestíbulo de los grandes almacenes históricos del Florinsmarkt con el óleo Puesta de sol en el Rin [5]
- Mayo de 1921: Koblenz Home Weeks, exposición itinerante de pintura de la Asociación de Artistas de Westmark . Varios cuadros con magníficos paisajes del Rin [6]
- Junio de 1921: Fiesta local y exposición local en Traben-Trarbach con algunos “óleos de excelente composición” [6]
- Octubre de 1921: Exposición itinerante de la asociación Mo-Ho-Hu (Mosel, Hochwald, Hunsrück) en el Museo Provincial de Tréveris junto con pinturas de Hans Adamy, Robert Gerstenkorn y Hanns Sprung.
- 1922: Exposición del Museo de Arte de Düsseldorf en el Ehrenhof con el cuadro Erftlandschaft
- 1922: Exposición de verano de artistas de Coblenza en la tienda de arte y muebles Bernd de Coblenza con varias naturalezas muertas y pinturas de paisajes, incluido el barco de vapor cerca de Boppard [7]
- Septiembre 1922: Exposición de la Asociación de Artistas Westmark en la Künstlerhaus de Berlín en Bellevuestrasse
- Diciembre de 1922: Primera exposición del grupo de artistas Das Boot eV en la tienda de arte y muebles Bernd, Koblenz.
- Diciembre de 1923: Exposición del grupo de artistas Das Boot eV en el Hotel Esplanade de Coblenza.
- Junio de 1924: Exposición del grupo artístico Das Boot eV en el vestíbulo del Teatro Municipal de Koblenz
- Julio de 1924: Gran exposición de arte de Düsseldorf en el Messepalast de Colonia con el óleo Puente en Subiaco (Italia)
- Noviembre de 1924: Exposición de arte en la Autofag-Haus Simeonstrasse de Tréveris.
- Noviembre de 1924: Exposición del grupo artístico Das Boot eV en la sala de fiestas municipal de Coblenza.
- Mayo de 1925: Gran exposición de arte en el Museo de Arte de Düsseldorf en Ehrenhof con el óleo Camino del bosque en la sección de arte contemporáneo
- 1926: Exposición del Museo de Arte de Düsseldorf en el Ehrenhof con el óleo Naturaleza muerta I (Flores)
- 1930: Exposición de arte en el Museo Provincial de Trier ( Juna Düsseldorf )
- 1931: Artista de Düsseldorf en el Museo Municipal Villa Obernier de Bonn

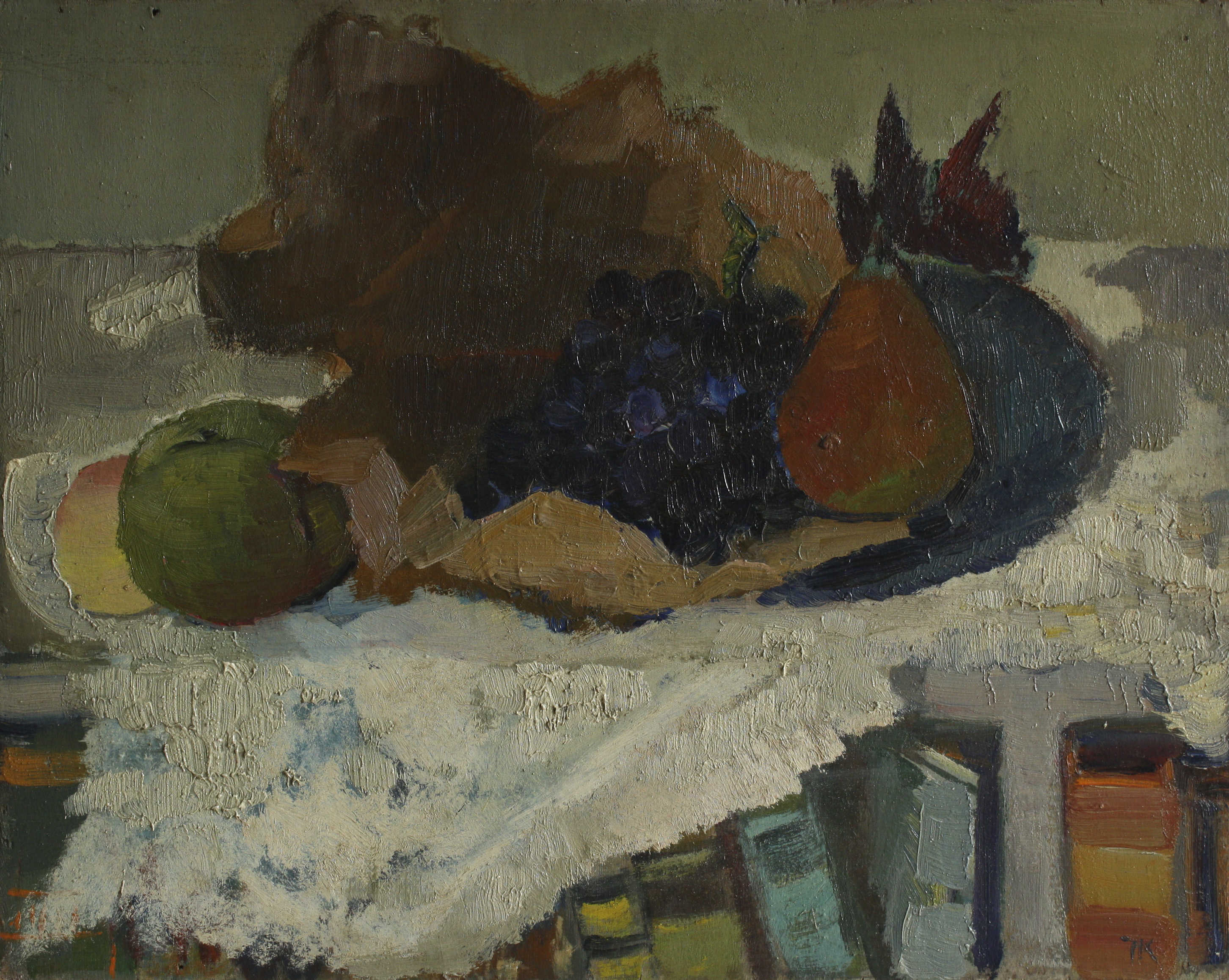
Naturaleza muerta con frutas,
Óleo sobre madera, finales de los años 50/60

- 1940: Exposición de arte renano en Berlín, óleo Beilstein en el Mosela.
- 1941: Exposición de arte renano en Viena, óleo Beilstein en el Mosela.
- Octubre de 1941: Exposición de artistas de Düsseldorf en el Museo de Arte de Düsseldorf en Ehrenhof con el óleo Flores de campo
- Diciembre de 1942: Exposición de invierno de artistas de Düsseldorf en el Museo de Arte de Düsseldorf en Ehrenhof con el óleo Flores de campo
- Dic. 1943: Artista de Düsseldorf en Florencia en la Espositione Palazzo Strozzi, pintura al óleo con bodegones florales
- Marzo de 1946: Exposición de arte con obras de Hans Schroers y Hans Kruzwicki en la galería Hella Nebelung de Düsseldorf.
- Octubre de 1946: Primera gran exposición de arte en Arnsberg con óleos de París, bosques y bodegones florales.
- Septiembre de 1947: Exposición de arte de Düsseldorf por parte de la ciudad de Düsseldorf y la comunidad de artistas de Düsseldorf con el óleo Naturaleza muerta con magnolias.
- Mayo de 1948: Segunda exposición de arte del Rin/Ruhr en Arnsberg con pinturas, gráficos y esculturas. Organizador Presidente del distrito Fritz Fries
- 1952: Gran exposición navideña de artistas plásticos de Renania, Westfalia y Düsseldorf con el óleo Naturaleza muerta con fondo azul.
- Julio de 1953: Exposición de artistas contemporáneos de Düsseldorf en el Museo de Arte de Düsseldorf en el Ehrenhof con el óleo Naturaleza muerta
- Diciembre de 1953: Gran exposición navideña de artistas de Renania y Westfalia en el Museo de Arte de Düsseldorf en Ehrenhof con el óleo Naturaleza muerta
- Diciembre de 1955: Exposición navideña de artistas de Renania y Westfalia en el Museo de Arte de Düsseldorf en el Ehrenhof con el óleo Naturaleza muerta

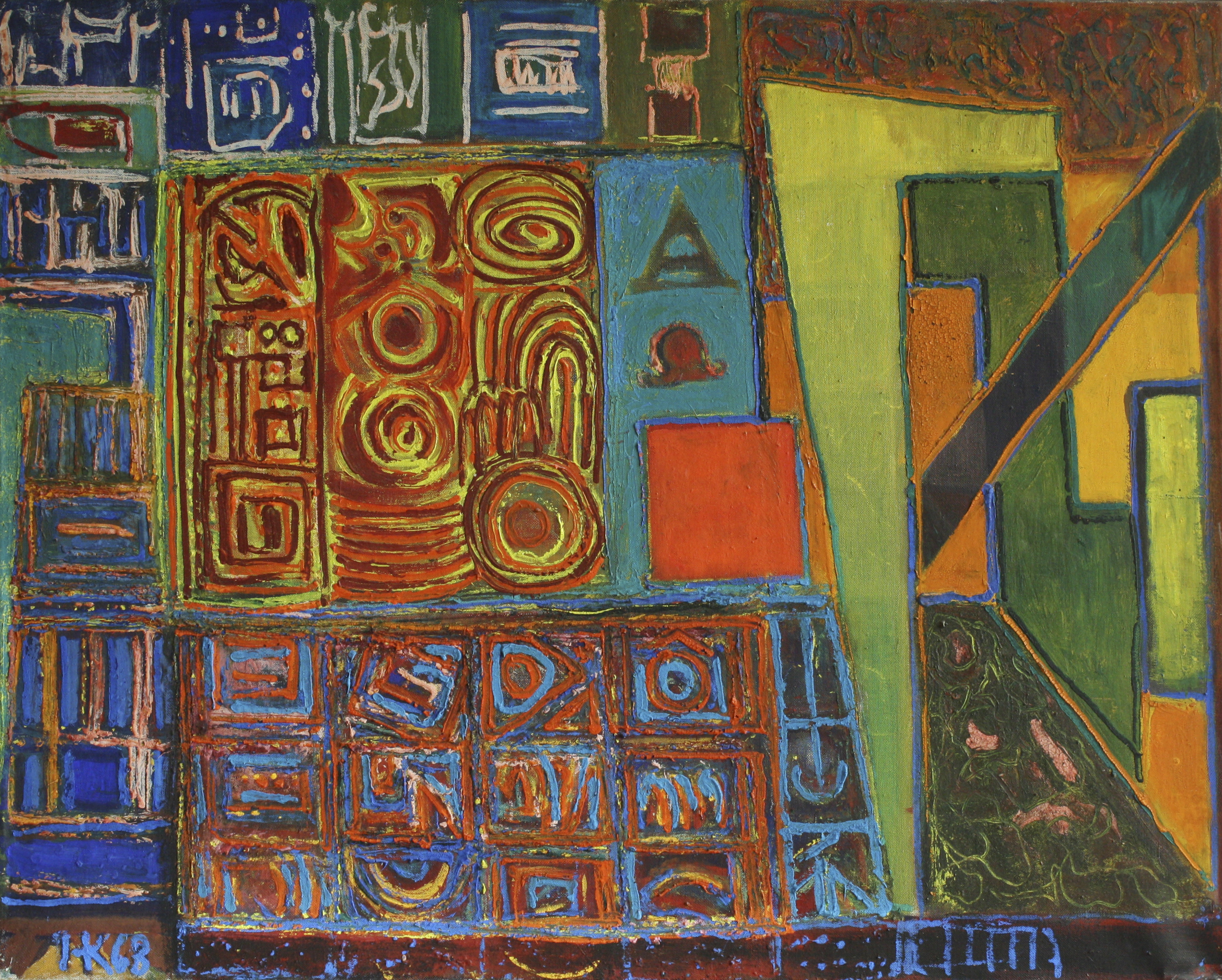
Alfa-Omega,
Figuración religiosa abstracta en color, óleo sobre lienzo, 1968.

Después de la muerte de Kruzwicki, se realizaron las siguientes exposiciones de sus obras:
- Noviembre de 1971: 21. Exposición de invierno de artistas plásticos de Renania del Norte-Westfalia en el Kunstmuseum de Düsseldorf en Ehrenhof con los óleos Composición 1968, Composición 1969 y Composición 1970
- Julio de 2005: Expresionistas renanos y vanguardia europea, Museo del Medio Rin en Coblenza con el óleo Inundación en Boppard de 1920/21
- 2007 a 2008: Exposición itinerante Animado por una convicción interior..., dedicada a la Asociación de Artistas de Coblenza Westmark . La exposición abordó el despertar artístico en el sur de la provincia del Rin después de la Primera Guerra Mundial. Se trataba de un proyecto de cooperación con el Museo Municipal Simeonstift de Trier, el Museo del Medio Rin en Koblenz y el Museo Hunsrück en Simmern.
- Abril de 2007: Exposición en el Museo de Hunsrück Simmern
- Agosto de 2007: Exposición en el Museo del Medio Rin en Koblenz.
- Marzo de 2008: Exposición en el Museo Schlosspark de Bad Kreuznach
- Octubre de 2009: Exposición de la ciudad de Runkel an der Lahn con motivo del 850 aniversario de la ciudad de Runkel. 400 años de Runkel en el arte (Art Friends Runkel), con el óleo Runkel
- Octubre de 2010: Exposición en el Museo del Medio Rin en Koblenz. Emociones humano-animales . Retratos de los siglos XIX y XX Century, exposición en depósito con el óleo Retrato del hijo Karl-Heinz, 1929/30
- Abril-octubre 2011: Exposición en el Museo del Medio Rin Koblenz Imágenes + Viajes + Imágenes, Paisajes europeos de los siglos XIX y XX. Century, exposición en depósito con los óleos Beilstein y Dorfstrasse, posiblemente en Cochem o Beilstein
- Noviembre de 2011 – marzo de 2012: Exposición en el Museo del Medio Rin en Koblenz La hora azul, exposición en depósito, etc. a. con obras de miembros de la comunidad de artistas de Coblenza, Das Boot, incluido el óleo de Kruzwicki Inundación en Boppard, 1920/21